# ۱۲ محرم
۱۲ محرم دوازهمین روز سال و دوازدهمین روز ماه محرم در تقویم هجری قمری است.

## زادگان
- ۱۳۱۲ - محمود تیمور،  داستان‌نویس و نمایشنامه‌نویس مصری

## مرگ‌ها
- ۹۵ - سجّاد، چهارمین امام شیعیان[۱]
- ۸۹۵ - علی بن ابی‌بکر سقاف،  فقیه، زبان‌شناس و اخترشناس یمنی
- ۱۲۸۴ - امین بشیر جمیل،  پزشک و نویسنده لبنانی .